# Декомунізація в Україні
Декомуніза́ція в Украї́ні — процес позбавлення від наслідків комуністичної ідеології, що розпочався в часи розпаду СРСР та стихійно активізувався під час ленінопаду в період євромайдану.
Процес декомунізації узаконений ухваленим 9 квітня 2015 року Верховною Радою України пакетом законів. 15 травня 2015 року закони підписав Президент України Петро Порошенко. Закони були опубліковані 20 травня 2015 року та набули чинності з 21 травня. 16 грудня 2015 року Окружний адміністративний суд Києва за позовом Міністерства юстиції України до Комуністичної партії України про заборону її діяльності та за участю Уповноваженого Верховної Ради України з прав людини заборонив діяльність Комуністичної партії України.

## Хід декомунізації до ухвалення закону

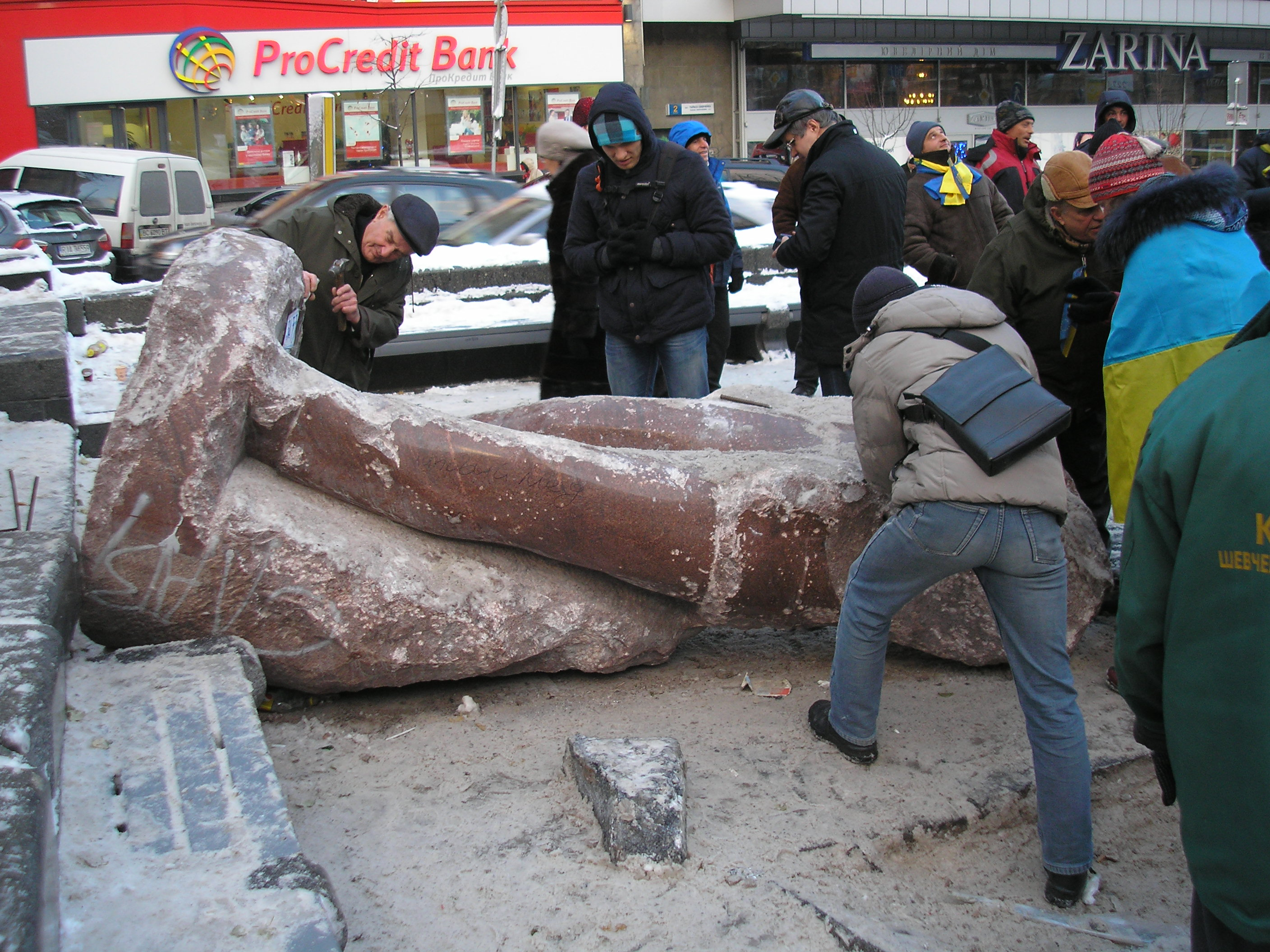
Знищення пам'ятника Леніну у Києві під час Революції гідності

Процес декомунізації в суспільному житті України розпочався з декомунізації освіти та виховання. З навчальних програм навчальних закладів були виведені дисципліни, присвячені вивченню основ комуністичної ідеології, історії Комуністичної партії тощо. На підприємствах та у військових частинах були ліквідовані так звані «Ленінські кімнати», прибрані бюсти Леніна та інших комуністичних партійних діячів. Також відбувалось перейменування підприємств, установ та організацій, названих на честь комуністичних діячів, інколи із присвоєнням нових назв на честь українських національних героїв.
Одним з перших пам'ятників комуністичному режиму, знесених в Україні, був монумент Великій Жовтневій соціалістичній революції в Києві. Знесення відбулось відповідно до рішення Київради у вересні 1991 року.
12 червня 2009 року Указом Президента України Віктора Ющенка № 432/2009, в Україні розпочато загальний демонтаж пам'ятників і пам'ятних знаків, присвячених особам, причетним до організації та здійснення голодоморів і політичних репресій в країні у радянські часи. Однак, з очоленням держави 25 лютого 2010 року Віктором Януковичем та поступовим заміщенням посадових осіб органів влади представниками «Партії регіонів» та «Комуністичної партії», реалізація наказу Президента України від 12 червня 2009 року фактично зупинилася та розпочалася активна популяризація ідеології «Русского мира». Поступово відверті шовіністичні дії близького оточення В. Януковича спричинили наростання в суспільстві гострого обурення, яке наприкінці 2013 року досягнуло піку та переросло в масовий стихійний антикомуністичний рух за очищення України від символів тоталітарного минулого — ленінопад.
Під час Революції гідності 8 грудня 2013 року в Києві був повалений пам'ятник Володимиру Леніну. Це викликало ланцюгову реакцію — почався «Ленінопад», в ході якого масово знищувалися пам'ятники радянським державним діячам та радянська символіка. За перший рік пам'ятники Леніну були демонтовані в усіх підконтрольних Україні обласних центрах, окрім Запоріжжя.
Станом на грудень 2014 року з початку року в Україні повалили 504 пам'ятники Леніну. За підрахунками Українського інституту національної пам'яті, в Україні залишається ще понад 1700 реліктів комунізму. Найбільша кількість вцілілих пам'ятників Леніну станом на початок березня 2015 року нараховується в Донецькій (123), Луганській (110), Харківській (87) та Запорізькій областях (84 пам'ятників). За кількістю збережених менш значущих і менш відомих пам'ятників Леніну лідерство зберігають міста Харків (28), Донецьк (17), Севастополь і Київ (по 16).
У січні 2015 року дані громадські ініціативи були схвалені Міністерством культури України та розпочато організований демонтаж пам'ятників, пов'язаних із комуністичними діячами по всій Україні.
Станом на жовтень 2017 року прогрес декомунізації оцінюється в ~95 %.

## Обґрунтування декомунізації

Країни, де комуністична символіка заборонена
Країни, де певна комуністична символіка заборонена за деякими винятками
Країни, де нацистська символіка заборонена
країни, де певна нацистська символіка заборонена або/за деякими винятками існує
Країни, де нацистська і комуністична символіка заборонена
Країни, де нацистська і комуністична символіка заборонена за деякими винятками
Країни, які раніше забороняли нацистську чи комуністичну символіку
Країни, які не мають прямого регулювання нацистської та/або комуністичної символіки, але мають положення, які карають за використання символів для поширення ненависті в громадських місцях.

Голова Українського інституту національної пам'яті, історик Володимир В'ятрович вважає, що відсутність політики декомунізації в Україні після проголошення незалежності була однією з причин, які призвели до неорадянського режиму Януковича. Носії радянських цінностей нині є головним кадровим резервом терористичних загонів у так званих ДНР та ЛНР. Тому питання декомунізації для України сьогодні стосується вже не лише гуманітарної політики, але й політики безпеки.
Російський правозахисник і дисидент, журналіст і громадський діяч Олександр Подрабінек у своїй статті «Віват, Україна!» висловився на підтримку законів про декомунізацію:
|  | ... правозахисники побоюються, що заборона комуністичної і нацистської пропаганди може обмежити свободу слова. Справедливі побоювання. Понад те, можна твердо сказати, що це і є обмеження свободи слова. У стабільній демократичній державі це неприпустимо. Проблема, однак, у тому, що Україна не є стабільною демократичною державою. Аби стати такою, їй треба пройти важкий шлях, пов'язаний з небезпекою реставрації тоталітаризму. Вона знаходиться зараз і буде знаходитися ще деякий час у надзвичайному стані, схожому на військовий. Їй потрібно мінімізувати ризики реставрації, щоб не вийшло так само, як у Росії. |

## Декомунізаційний пакет законів
Основна стаття: Українські закони про декомунізацію.

Встановлення Тризуба замість радянського герба, «Батьківщина-Мати», 6.08.2023

Чотири проєкти декомунізаційних законів були схвалені (для подання у ВР України) на засіданні Кабінету Міністрів України 31 березня 2015 року:
- «Про правовий статус та вшанування пам'яті борців за незалежність України у XX столітті» (закон № 314-VIII)[закон 1];
- «Про увічнення перемоги над нацизмом в Другій світовій війні 1939–1945» (закон № 315-VIII)[закон 2];
- «Про доступ до архівів репресивних органів комуністичного тоталітарного режиму 1917–1991 років» (закон № 316-VIII)[закон 3];
- «Про засудження комуністичного та націонал-соціалістичного (нацистського) тоталітарного режимів та заборону пропаганди їхньої символіки» (закон № 317-VIII)[закон 4].

9 квітня Верховна Рада України ухвалила всі 4 закони за основу та в цілому, хоча були пропозиції прийняти їх тільки в першому читанні. Презентував закони голова Українського інституту національної пам'яті, історик Володимир В'ятрович.
Закони підтримали більшість депутатів фракцій «Блоку Петра Порошенка», «Народного фронту», "Об'єднання «Самопоміч», «Блоку Радикальної партії Олега Ляшка», а також ВО «Батьківщина».
Голова Верховної Ради Володимир Гройсман підписав їх лише через 20 днів після прийняття — 30 квітня 2015 року. 15 травня 2015 року закони підписав президент Петро Порошенко. Декомунізаційні закони були опубліковані 20 травня в газеті Верховної Ради «Голос України», і, відповідно, набули чинності з 21 травня 2015 року.
Конституційність Закону «Про засудження…» оскаржила у Конституційному суді група депутатів від Опозиційного блоку.

## Перейменування адміністративних одиниць

2009 рік. Тимчасовий вказівник на вулиці Січових Стрільців, 89, у Києві (до 2015 — вулиця Артема)

Дія закону призвела до перейменування великої кількості населених пунктів і вулиць в Україні. Зокрема, було вирішено перейменувати 2 обласних центри — Дніпропетровськ і Кіровоград. У Дніпропетровську, який названий на честь одного з організаторів Голодомору в Україні, Григорія Петровського, пройшло обговорення нової назви. 19 травня 2016 року Верховна Рада України перейменувала Дніпропетровськ на Дніпро, а Кіровоград — на Кропивницький. Для перейменування назв областей розпочато процес змін Конституції.
Український інститут національної пам'яті після набрання законами чинності запросив до співпраці волонтерів-краєзнавців для підготовчої роботи з реалізації закону № 317-VIII. Пов'язано це з тим, що інститут почав формувати інформаційну базу найменувань топоніміки населених пунктів, що містять символіку комуністичного режиму, їх історичних назв і пропозицій щодо перейменування.

### Критерії перейменування
Згідно з Законом України «Про засудження комуністичного та націонал-соціалістичного (нацистського) тоталітарних режимів в Україні та заборону пропаганди їхньої символіки» (№…), який був прийнятий Верховною Радою України 9 квітня 2015 року, зміні назв підлягають топоніми (географічні назви та назви вулиць і підприємств населених пунктів України), що мають комуністичне походження.

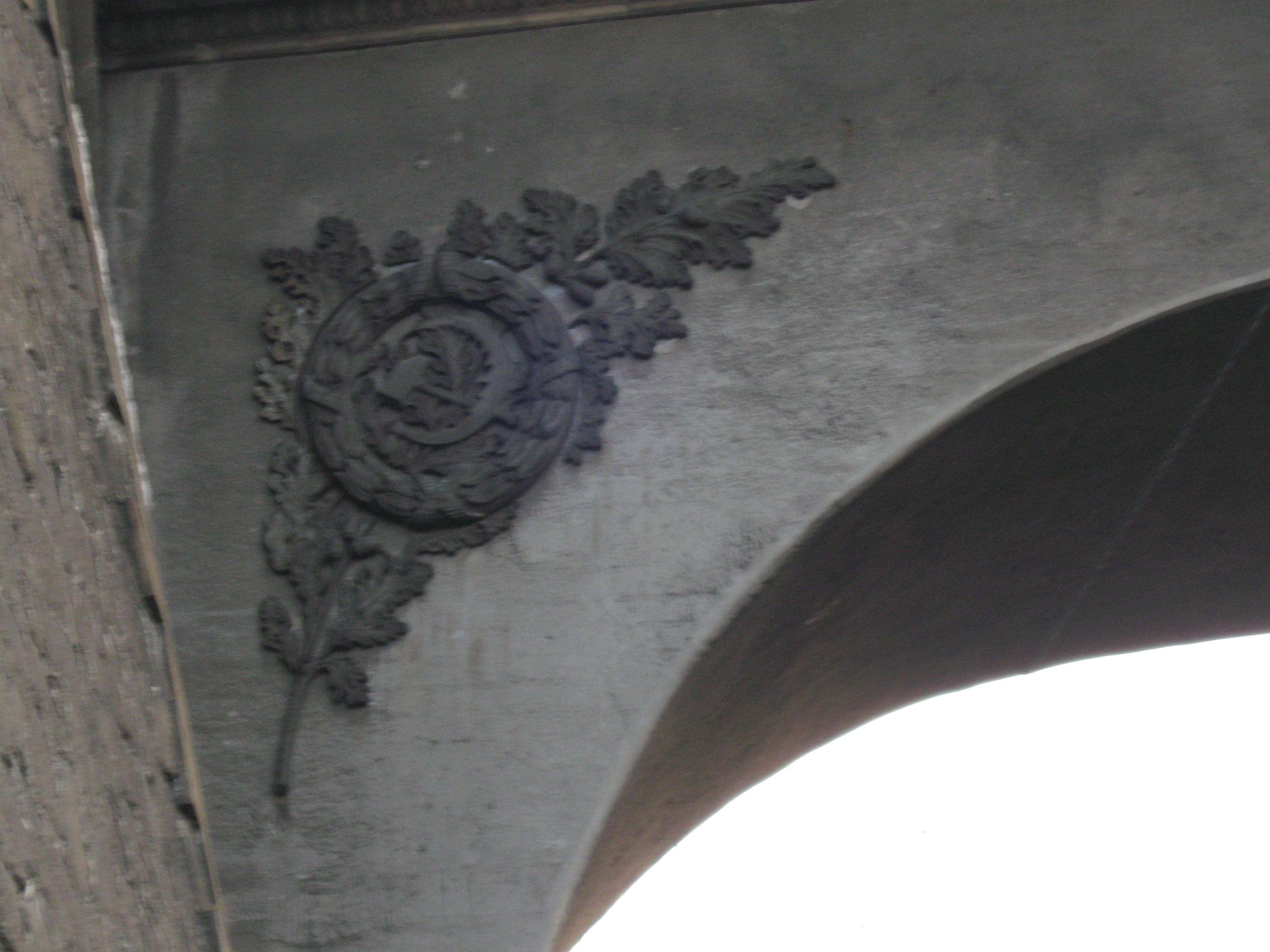
Один із чотирьох радянських барельєфів (демонтовані 2016) на залізничній естакаді над Вишгородською вулицею в Києві

Тим же законом визначений термін «комуністична партія» (стаття 1, частина 1, пункт 1), «пропаганда комуністичного та націонал-соціалістичного (нацистського) тоталітарних режимів» (ст. 1, ч. 1, п. 2), «радянські органи державної безпеки» (ст. 1, ч. 1, п. 3), «символіка комуністичного тоталітарного режиму» (ст. 1, ч. 1, п. 4), до останньої належать зображення, гімни, пам'ятники, гасла, цитати тощо, «символіка націонал-соціалістичного (нацистського) тоталітарного режиму» (ст. 1, ч. 1, п. 5).
Правова вимога перейменування топонімів з комуністичним походженням міститься у ст. 7, ч. 6 того ж закону.

### Суб'єкти перейменування
- В рамках України, обласних та районних рад: області, райони, населені пункти (міста, селища міського типу, селища сільського типу, села), відповідні Ради (обласні, районі, міські, селищні, сільські);
- В рамках населених пунктів: райони в містах, вулиці, бульвари, проспекти, провулки, узвози, проїзди, площі, майдани, набережні, сквери, мости, інші об'єкти топоніміки (шляхи, квартали, мікрорайони, житлові масиви тощо), а також назви підприємств, установ, організацій.

Критерії перейменування:
- Основний критерій — символіка комуністичного тоталітарного режиму.
- Всеосяжність критеріїв — неможлива, інколи не можна сказати, чи має та чи інша назва ознаки пропаганди чи символу комуністичного тоталітарного режиму, тому в деяких випадках неможливо обійтися без експертів (зокрема фахівцями Українського інституту національної пам'яті).
- Пряма вказівка критеріїв перейменування — описана в ст. 1, ч. 1, п. 4є, 4ж, 4в — список А (дивись нижче).
- Непрямі випадки критеріїв перейменування — не має прямого згадування у зазначеному законі — список Б (дивись нижче).
- У випадках формальної належності особи до списку А, але якщо особа не була причетна до пропаганди комуністичного режиму або злочинів режиму та визначилася значним внеском до культури та техніки держави виділена особливий список В (дивись нижче). До списку В не може бути внесена особа, яка працювала в радянських органах державної безпеки.
- Перейменування топонімів з комуністичним походженням, похідними від інших топонімів з комуністичним походженням (наприклад, «вул. Кіровоградська» похідна не від «Кіров С. М.», а від міста «Кіровоград») має здійснюватися лише у випадках, коли були змінені топоніми, з яких пішли перші (наприклад, «вул. Ленінградська» підлягає зміні, тому що місто Ленінград було перейменоване на Санкт-Петербург, а «вул. Дніпропетровська» не підлягає, тому що місто Дніпропетровськ не було перейменоване на час прийняття рішення щодо перейменування вулиці) — список Г.

#### Список А
1. Імена (у тому числі прізвища, імена та по батькові) та псевдоніми осіб:
  1. керівники комуністичної партії (посада секретаря районного комітету та вище): Центральний комітет, Політбюро, Президія, виконкоми РСДРП(б), РКП(б), ВКП(б), КПРС, КП(б)У, КПУ, компартії республік СРСР тощо;
  2. керівники вищих органів влади та управління СРСР, УРСР (УСРР), інших союзних або автономних радянських республік: Рада народних комісарів (Рада міністрів) СРСР, РРФСР, УРСР, інших республік СРСР, Народні комісаріати (Міністерства), ЦВК (Президія Верховної Ради), Вища Рада Народного Господарства тощо;
  3. особи (не тільки керівники), що працювали в радянських органах державної безпеки: ВНК, ДПУ, ОДПУ, НКВС, НКДБ, МДБ, КДБ та їхні територіальні, функціональні, структурні підрозділи, а також безпосередньо підпорядковані цим органам бойові загони, охорона (варта), війська або спеціальні частини (у тому числі ревкоми);
2. Абстрактні назви, пов'язані з комуністичним режимом:
  1. назви СРСР, УРСР (УСРР), інших союзних або автономних радянських республік та похідні від них (у тому числі назва «радянський»);
  2. назви, пов'язані з діяльністю комуністичної партії (включаючи партійні з'їзди);
  3. назви, пов'язані з річницями Жовтневого перевороту 25 жовтня (7 листопада) 1917 року: революційний, жовтневий тощо;
  4. назви, пов'язані з встановленням радянської влади на території України або в окремих адміністративно-територіальних одиницях;
  5. назви, пов'язані з переслідуванням учасників боротьби за незалежність України у XX столітті (крім назв, пов'язаних з опором та вигнанням нацистських окупантів з України або з розвитком української науки та культури);
  6. найменування самої комуністичної партії (ст. 1, ч. 1, п. 4ж): комуністичний, більшовицький тощо;
  7. назви візуальних символів та атрибутики комуністичної партії та режиму (ст. 1, ч. 1, п. 4в): серп та молот, червона зірка, червоний прапор.

#### Список Б
1. Імена (у тому числі прізвища, імена та по батькові) та псевдоніми осіб:
  1. загиблі під час встановлення радянської влади в СРСР та УРСР (УСРР), ім'я яких широко використовувалося для пропаганди режиму: Володарський, Бакинські комісари тощо;
  2. визначні діячі культури та техніки, які активно підтримували при житті комуністичний режим або були професійними пропагандистами, та які широко використовувалися для пропаганди режиму: Горький, Фадєєв, Фурманов тощо;
  3. керівники іноземних комуністичних партій світу, ім'я яких широко використовувалося для пропаганди режиму: Роза Люксембург, Клара Цеткін, Моріс Торез тощо;
  4. комуністичні герої (червоні командири, у тому числі місцеві) часів громадянської війни та насильницького встановлення радянської влади: Котовський, Пархоменко, Чапаєв тощо;
  5. відомі та місцеві революціонери (у тому числі, які померли до дати встановлення радянської влади), ім'я яких широко використовувалося для пропаганди режиму: Бабушкін, робітник Алєксєєв тощо;
  6. відомі учасники трійок, прокурори та судді РРФСР, СРСР, УРСР, союзних республік, які виносили вироки політично репресованим особам: Акулов, Вишинський тощо;
2. Абстрактні назви, пов'язані з комуністичним режимом:
  1. назви похідних від комуністичної партії політичних утворень: комсомол, Інтернаціонал, Комінтерн, Профінтерн тощо;
  2. назви понять дорадянського розвитку комуністичної ідеї, які в 1917—1991 широко використовувалися для пропаганди режиму: Паризька комуна, марксизм, революційний рух, комунари, Січнева революція 1905 року тощо;
  3. назви типів господарств та інструментів господарювання, типових для СРСР, які широко використовувалися для пропаганди режиму, а іноді створене шляхом насильницьких дій: колгосп, радгосп, п'ятирічка, робфак, ради, постройком, нарпит тощо;
  4. назви пролетарського руху та похідних від нього, який широко використовувався для пропаганди режиму: пролетарій, першотравень, ударник, трудова армія, трудові резерви тощо;
  5. назви друкованих офіційних органів комуністичної партії: Ізвєстія, Правда, Іскра тощо;
  6. назви військових підрозділів, які брали участь в встановлені радянської влади в Україні: Червона армія, Червона гвардія, Кінна армія, політбійці, (радянські) партизани тощо;
  7. назви інших державних символів та інституцій РРФСР, СРСР, УРСР, які широко використовувалися для пропаганди режиму: Конституція СРСР, комітети, Осоавіахім, Крейсер «Аврора» тощо;
  8. назви інших ідей, абстрактних понять, літературних персонажів, літературних епітетів, зв'язаних з комуністичних режимом, які були широко використовувалися для пропаганди режиму: «буревісник», «світлий шлях», Павлик Морозов, Павло Корчагін тощо.

#### Список В
1. Імена (у тому числі прізвища, імена та по батькові) та псевдоніми осіб:
  1. керівники вищих органів влади та управління СРСР, УРСР (УСРР), інших союзних або автономних радянських республік: Рада народних комісарів (Рада міністрів) СРСР, РРФСР, УРСР, інших республік СРСР, Народні комісаріати (Міністерства), ЦВК (Президія Верховної Ради), Вища Рада Народного Господарства, які не були причетні до пропаганди комуністичного режиму або злочинів режиму та визначилися значним внеском до культури та техніки держави: Єгор Абакумов, Федір Ананченко, Василь Вахрушев, Антон Гайовий, Олександр Засядько, В'ячеслав Малишев, Микола Семашко, Володимир Цибулько тощо.

#### Список Г
1. Імена та абстрактні назви, що пішли від назв інших топонімів, які не набули зміни до часу декомунізації, наприклад вулиці Артемівська та Кіровоградська пішли не від імен Артем та Кіров, а від назв міст Артемівськ та Кіровоград, а також Володарське шосе в Маріуполі (від смт Володарське) — не мають бути змінені на відміну від вулиць Ленінградська, Куйбишевська та Жданівського шосе (у Донецьку).

### Особи, які підпадають під дію законів про декомунізацію
У жовтні 2015 року Український інститут національної пам'яті оприлюднив список із 520 осіб [Архівовано 7 жовтня 2015 у Wayback Machine.], чия діяльність підпадає під дію законів про декомунізацію. Назви вулиць та інші топоніми на їхню честь мають бути змінені до 21 листопада 2015 року.

Київ. Постамент демонтованого 2008 пам'ятника С.В. Косіору — одному з організаторів Голодомору. Фото 2009 року

До списку увійшли особи, які обіймали керівні посади в комуністичній партії, вищих органах влади та управління СРСР, УРСР, інших союзних або автономних радянських республік. Названі співробітники ЧК—ГПУ—НКВД—КГБ, а також діячі комуністичної партії, жовтневого перевороту 1917 року. Також під декомунізацію потрапляють ті, хто встановлював радянську владу в Україні, переслідував учасників боротьби за незалежність України у 20 столітті., а також ряд абстрактних назв і понять (див. перелік вище), які прямо не підпадають під дію законодавства про декомунізацію.

## Реакція на ухвалені закони

### Реакція в Україні

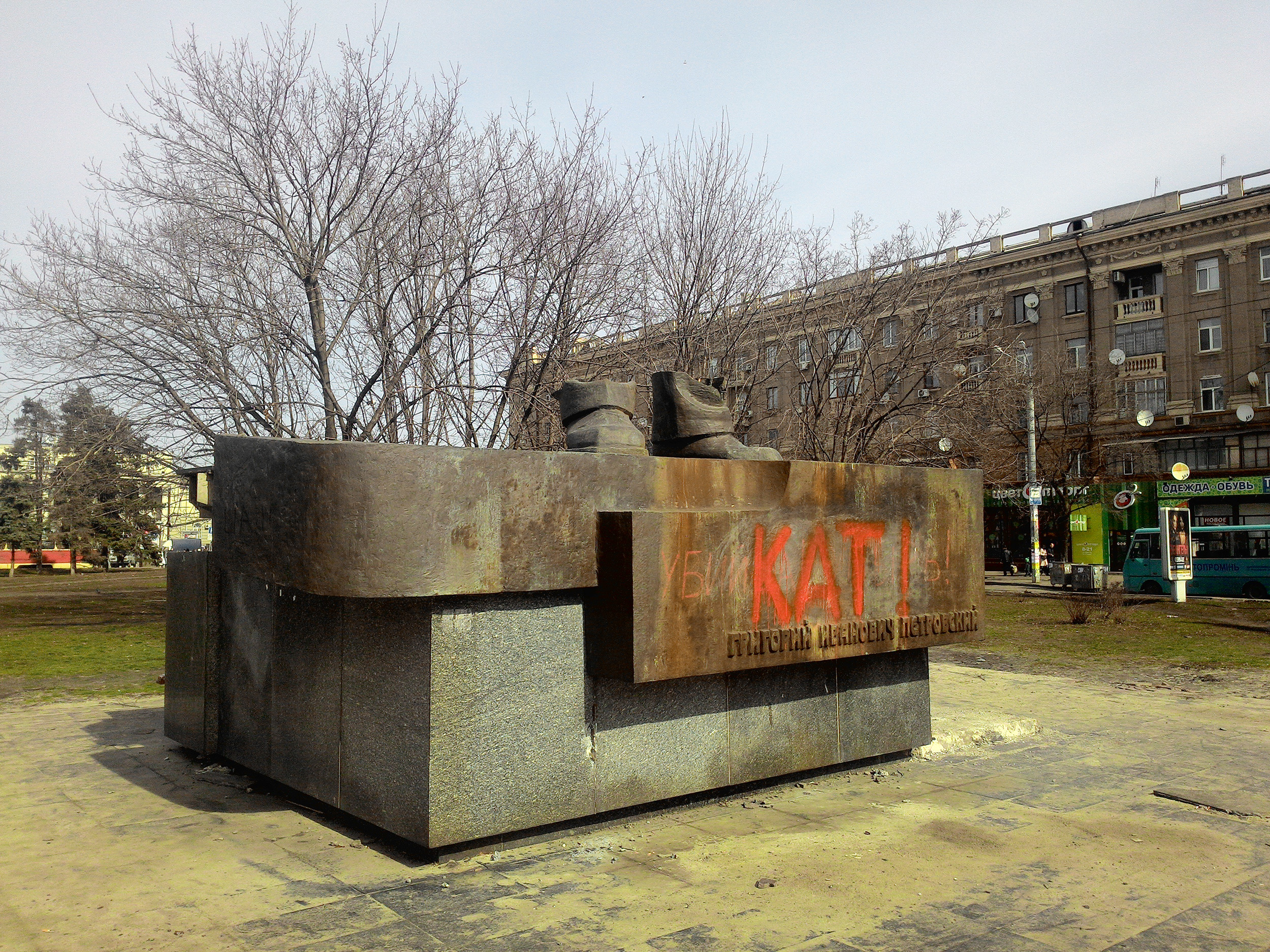
Постамент пам'ятника Петровському в Дніпрі (повалений 2016)

За день до розгляду декомунізаційних законів у Верховній Раді голова Українського інституту національної пам'яті Володимир В'ятрович закликав парламентарів до їх ухвалення такими словами: 
|  | …Непокаране зло зростає. Засудити злочини – це не питання помсти, це питання справедливості. Тому європейські країни, які пережили тоталітаризм, прийняли закони, якими ствердили: новопостала держава зобов'язується ніколи не повторити тоталітарні практики.… |

У ніч на 11 квітня в Харкові невідомі знесли три пам'ятники радянського часу: Якову Свердлову, Серго Орджонікідзе та Миколі Руднєву, при цьому пошкодили огородження університету, на території якого стояв один з них. Усі вони стояли у різних районах міста. За фактом хуліганства міліція порушила кримінальне провадження.
Після підписання законів Президентом Перший заступник Голови Верховної Ради України Андрій Парубій назвав їх «віховими законами для нашого державного становлення, для самоусвідомлення українців, як вільної, сучасної, спрямованої в майбутнє єдиної нації». Також він зауважив, що «зло повинно бути названим і засудженим, а Герої повинні бути визнані і вшановані».
Декомунізацію в Україні привітала низка громадських організацій, зокрема НТШ.

### Реакція в інших країнах
Міністерство закордонних справ Росії висловило стурбованість у зв'язку з прийняттям в Україні закону про заборону пропаганди комуністичного та нацистського режимів. Про це повідомили в пресслужбі російського МЗС.
Українська Вільна Академія Наук (УВАН) у Канаді підтримала ухвалення чотирьох декомунізаційних законів.

### Критика
- Канадський історик, заслужений професор Альбертського університету Девід Р. Марплс і разом з ним група з 68 іноземних та українських науковців, експертів та викладачів закликала президента Порошенка не підписувати законопроєкти № 2538-1 та № 2558. На їхню думку, ці закони політизуватимуть історію, суперечать одному з основоположних політичних прав — праву на свободу слова, а отже спрямовують Україну шляхом Росії[39][40].
- Президент Польщі Броніслав Коморовський заявив, що закон про визнання УПА (проєкт № 2538-1) ускладнює польсько-український історичний діалог[41].
- 18 грудня 2015 року Європейська комісія «За демократію через право» (більше відома як Венеційська комісія) встановила, що закон про декомунізацію не відповідає стандартам Ради Європи. Рада Європи надала Києву низку рекомендацій, які дозволять привести закон у відповідність до стандартів Ради Європи, водночас зберігши його основне завдання щодо заборони комуністичної та націонал-соціалістичної пропаганди[42].

Політолог Тетяна Журженко стверджувала, що політика декомунізації «виключає не лише російський більшовизм, але й місцеві українські соціалістичні та ліві традиції, групи та лідерів з публічного простору та інтелектуальних дебатів» і зводить історію України XX ст. до «розповіді національної жертви».

## Після прийняття закону
Станом на грудень 2016 року в Україні позбулися тоталітарних назв 51 493 об'єкти топоніміки в містах, селищах і селах, в тому числі 32 міста, 955 селищ, 25 районів, 51493 вулиці, площі, сквери тощо. Демонтовано 1320 пам'ятники Леніну та 1069 пам'ятників іншим діячам тоталітарної епохи.
3 червня 2016 року очільник Донецької обласної держадміністрації П. Жебрівський повідомив про завершення процесу декомунізації на Донеччині. Під час декомунізації в Донецькій області найбільшу кількість назв вулиць було змінено в Слов'янську та Краматорську (46 та 8).

### Саботаж та опір декомунізації
Зволікання із перейменуванням зумовлювалося такими факторами:
- небажання місцевих жителів змінювати назви населених пунктів, до яких вже звикли впродовж десятиліть;
- несприйняття декомунізації симпатиками комуністичної ідеології;
- значна чисельність громадян, основи політичної свідомості яких були сформовані у радянський час з відповідною героїзацією подій та діячів;
- нерозуміння наявності комуністичної складової в наявній назві;
- певний скепсис щодо коммеморативної культурної цінності нових назв;
- складність запам’ятовування нових назв;
- неможливість досягнення консенсусу стосовно нового варіанту назви;
- потреба внесення змін до адресної документації тощо.

У ряді випадків перейменування топонімів оскаржувалися у суді. Так, у Сумах перейменування 85 вулиць було оскаржено депутатом від опозиційного блоку Ю. Перепекою й 7 травня 2016 дію розпорядження мера було зупинено. Утім 20 травня вийшло нове розпорядження мера щодо перейменування вулиць. У Броварах перейменування 70 вулиць було оскаржено соціалісткою Т. Немчиною, позов розглядався у суді в серпні 2016, проте не був задоволений.
У низці населених пунктів процес декомунізації в силу різних причин гальмується. Так, постанова про перейменування міста Дніпро набула чинності 2 червня 2016, проте міська рада в цьому місті ще протягом трьох місяців називалася «Дніпропетровською» і лише 7 вересня 2016 її назва була приведена у відповідність із назвою міста, а значна частина комунальних закладів іменуються «дніпропетровськими» і станом на кінець 2016 року. З переліку тридцяти об'єктів топоніміки, що підлягають перейменування, перейменовано тільки дванадцять у місті Малині. Залишилось обов'язкових до перейменування вісімнадцять, пропозиції щодо перейменування затверджено топонімічною комісією 27 липня 2017 року.
Фіксуються випадки, коли органи влади саботують заміну табличок на перейменованих вулицях, зокрема у Києві, у Дніпрі, Черкасах
Затримки із процесом декомунізації фіксуються у столиці, де лише 29 травня 2016 було демонтовано пам'ятник чекістам, проте лишаються незайманими пам'ятник Щорсу, п'ятикінцеві зорі на ряді будівель, не перейменовано палац культури «Більшовик» тощо
В Одесі тільки 6 квітня 2017 року було демонтовано меморіальну дошку на честь Григорія Котовського, а 9 квітня — пам'ятний знак на місці перемоги робітничих та солдатських загонів в боях 1918 року над військами Центральної Ради.
20 травня 2020-го Денис Малюська, очільник Міністерства юстиції України, запропонував законопроєкт, згідно з яким має скасовуватись люстрація керівництва компартії СРСР як така, що «є популістичною».

### Конституційність Закону про засудження тоталітарних режимів
Конституційність законів про декомунізацію оскаржувалася групою народних депутатів України в Конституційному суді.
16 липня 2019 року Конституційний Суд України визнав конституційним Закон України «Про засудження комуністичного та націонал-соціалістичного (нацистського) тоталітарних режимів в Україні та заборону пропаганди їхньої символіки» від 9 квітня 2015 року № 317–VIII зі змінами.
|                               | За своєю злочинною сутністю комуністичний режим і нацистський режим були однаковими, а методи здійснення ними державної репресивної політики – тотожними. Названі режими категорично заперечували можливість існування української незалежної держави, переслідували її прихильників та перешкоджали українському національному відродженню. Червону зірку, перехрещені серп і молот та інші символи комуністичного режиму кілька десятиліть поспіль широко використовували антиукраїнські сили для поширення атмосфери страху, ненависті та агресії, для заперечення права Українського народу на власну незалежну державу. Отже, засудження Законом нацистського режиму та комуністичного режиму і встановлення заборони на використання їхньої символіки обумовлені легітимною метою – не допустити повернення до тоталітарного минулого. Така заборона покликана унеможливити будь-які спекуляції з використанням історичного минулого, пов’язаного з тоталітарними режимами, не допустити звеличування цих режимів, виправдання їх злочинів. |
| — Конституційний Суд України, | |

### Результати декомунізації на 2020 рік
За даними Українського інституту національної пам’яті, після 5 років дії закону про декомунізацію в Україні було змінено назву:
- 51-ї тисячі об’єктів топонімії,
- майже тисячі населених пунктів,
- 26-ти районів,
- 75-ти закладів освіти,
- понад 30-ти залізничних об’єктів та морських портів.

Залишки панно з демонтованою в 2015 році символікою Червоної армії на колійній стіні станції метро «Палац "Україна"» в Києві

Роботи з маскування радянських горельєфів на фасаді Палацу мистецтв "Український дім" у Києві (поверх них змонтовано панно із зображенням Державного прапора). Серпень 2016 року

Щодо монументів, пам’ятних знаків, то близько 2500 було демонтовано або усунуто з публічного простору, з яких понад 1300 – це монументи Леніну.